# Ротуэлл, Бен
Бен Ро́туэлл (англ. Ben Rothwell) — боец смешанных единоборств, выступающий в Ultimate Fighting Championship в тяжёлом весе. По состоянию на 10 апреля 2016 года находился на 4 месте в рейтинге тяжеловесов (по специфике UFC в рейтинге не участвует чемпион организации).
До подписания контракта с UFC выступал в следующих организациях: Affliction, M-1 Global и другие.

## Биография
Родился в городе Кеноша, штат Висконсин в семье имеющей норвежские и ирландские корни. Родители Бена занимаются ресторанным бизнесом и являются владельцами кейтеринговой компании.
В возрасте шести лет заболел менингитом спинного мозга, временно потерял зрение и провел одиннадцать дней в коме. В ходе реабилитации Бен сперва сильно похудел, а затем начал чрезмерно набирать вес. Лишний вес стал причиной конфликтов со сверстниками, которые дразнили мальчика. Это приводило к частым дракам, что послужило одной из причин, по которой Бен начал заниматься единоборставами.
В семнадцати летнем возрасте начал активно заниматься спортом. Успел провести три боя, однако, в июле 1999 года попал в серьёзную автомобильную аварию. Бен, вместе со своим другом, ехал к родителям, когда в них на большой скорости врезался пьяный водитель. В результате аварии, Ротуэлл получил сотрясение мозга, переломы рёбер и впал в кому. После выхода из комы, он частично потерял память и долгое время не мог вспомнить последние четыре часа перед аварией. Девятнадцатилетний друг Бена умер через две недели после аварии.
Учился в Техническом колледж округа Ваукеша, по специальности ремонт и восстановление автомобилей. Некоторое время работал по специальности — в мастерской кузовного ремонта. Помимо ремонта, работал в ресторане своих родителей, а также был профсоюзным строителем в Чикаго, штат Иллинойс.

## Карьера в смешанных единоборствах
Дебют в профессиональных боях состоялся в 2001 году и закончился победой нокаутом уже в первом раунде. Затем последовали ещё три победы, после которых состоялся поединок с Тимом Сильвией, который закончился победой последнего. Затем последовали бои в M-1, International Fight League, также Бен Ротуэлл провёл один бой в Affliction, где проиграл нокаутом Андрею Орловскому. В UFC дебютировал 24 октября 2009 года, проиграв нокаутом Кейну Веласкезу. Именно в этой организации, спустя ряд боёв с переменным успехом, Ротуэлл сумел добиться высоких результатов. Несмотря на то, что по состоянию на 2016-й год он так и не смог добиться даже звания претендента на титул чемпиона, в организации он ценится за тяжёлый удар и самоуверенную волю к победе.
Провалил допинг тест после боя с Брэндоном Верой, по причине прохождения тестостерон заместительной терапии(ТЗТ) по назначению врача, на которую не получил разрешение у USADA. Дисквалифицирован на девять месяцев.
6 и 15 февраля 2017, перед боем с Фабрисиу Вердумом провалил допинг тест. В пробах был обнаружен синтетический тестостерон. По результатам разбирательства USADA дисквалифицировала бойца до февраля 2019 года. Ротуэлл объяснял наличие тестостерона в пробах медикаментозным лечением травмы, которая не позволила выйти ему на первый бой с Вердумом, который должен был состояться на UFC 203, в сентябре 2016 года.

## Личная жизнь
Женат на Дженнифер ДеБоэр, имеет дочь Алексис 2002 года рождения. В родном городе основал собственную школу боевых искусств, где преподаются популярные MMA, тайский бокс, бразильское джиу-джитсу, бокс и др.

## Статистика
| Боёв 53  | Побед 39 | Поражений 14 |
| -------- | -------- | ------------ |
| Нокаутом | 28       | 5            |
| Сдачей   | 7        | 2            |
| Решением | 4        | 7            |

| Результат | Рекорд | Соперник               | Способ                                          | Турнир                                   | Дата             | Раунд | Время | Место                                 | Примечание                                                                             |
| --------- | ------ | ---------------------- | ----------------------------------------------- | ---------------------------------------- | ---------------- | ----- | ----- | ------------------------------------- | -------------------------------------------------------------------------------------- |
| Поражение | 39-14  | Маркус Рожериу Де Лима | TKO (удары)                                     | UFC Fight Night: Холлоуэй vs. Родригес   | ноября 13, 2021  | 1     | 0:32  | Лас-Вегас, Невада, США                |                                                                                        |
| Победа    | 39-13  | Крис Барнетт           | Сдача (гильотина)                               | UFC Fight Night: Font vs. Garbrandt      | 22 мая 2021      | 2     | 2:07  | Лас-Вегас, США                        |                                                                                        |
| Поражение | 38-13  | Марчин Тыбура          | Единогласное решение                            | UFC Fight Night: Moraes vs. Sandhagen    | 11 октября 2020  | 3     | 5:00  | Абу-Даби, ОАЭ                         |                                                                                        |
| Победа    | 38-12  | Овинс Сен-Прё          | Раздельное решение                              | UFC Fight Night: Smith vs. Teixeira      | 13 мая 2020      | 3     | 5:00  | Джексонвиль, США                      |                                                                                        |
| Победа    | 37-12  | Стефан Стрюве          | Технический нокаут (удары)                      | UFC on ESPN: Overeem vs. Rozenstruik     | 7 декабря 2019   | 2     | 4:57  | Вашингтон, США                        |                                                                                        |
| Поражение | 36-12  | Андрей Орловский       | Единогласное решение                            | UFC on ESPN: dos Anjos vs. Edwards       | 20 июля 2019     | 3     | 5:00  | Сан-Антонио,Техас, США                |                                                                                        |
| Поражение | 36-11  | Благой Иванов          | Единогласное решение                            | UFC Fight Night: Lewis vs. dos Santos    | 9 марта 2019     | 3     | 5:00  | Уичито, Канзас, США                   |                                                                                        |
| Поражение | 36-10  | Джуниор дос Сантос     | Единогласное решение                            | UFC Fight Night: Rothwell vs. dos Santos | 10 апреля 2016   | 5     | 5:00  | Загреб, Хорватия                      |                                                                                        |
| Победа    | 36-9   | Джош Барнетт           | Удушающий приём (гильотина)                     | UFC on Fox: Johnson vs. Bader            | 30 января 2016   | 2     | 3:48  | Ньюарк, Нью-Джерси, США               | Бой вечера                                                                             |
| Победа    | 35-9   | Мэтт Митрион           | Удушающий приём (гильотина)                     | UFC Fight Night: Boetsch vs. Henderson   | 6 июня 2015      | 1     | 1:54  | Новый Орлеан, Луизиана, США           |                                                                                        |
| Победа    | 34-9   | Алистар Оверим         | Технический нокаут (удары)                      | UFC Fight Night: Jacare vs. Mousasi      | 5 сентября 2014  | 1     | 2:19  | Машантукет, Коннектикут, США          | Бой вечера                                                                             |
| Победа    | 33-9   | Брендон Вера           | Технический нокаут (удары коленом)              | UFC 164                                  | 31 августа 2013  | 3     | 1:54  | Милуоки, Висконсин, США               | Положительный результат на повышенный уровень тестостерона. На 9 месяцев отстранён UFC |
| Поражение | 32-9   | Габриэл Гонзага        | Удушающий приём (гильотина)                     | UFC on FX: Belfort vs. Bisping           | 19 января 2013   | 2     | 1:01  | Сан-Паулу, Бразилия                   |                                                                                        |
| Победа    | 32-8   | Брендан Шауб           | Нокаут (удары)                                  | UFC 145                                  | 21 апреля 2012   | 1     | 1:10  | Атланта, Джорджия, США                | Нокаут вечера                                                                          |
| Поражение | 31-8   | Марк Хант              | Единогласное решение                            | UFC 135                                  | 24 сентября 2011 | 3     | 5:00  | Денвер, Колорадо, США                 |                                                                                        |
| Победа    | 31-7   | Гилберт Айвел          | Единогласное решение                            | UFC 115                                  | 12 июня 2010     | 3     | 5:00  | Ванкувер, Британская Колумбия, Канада |                                                                                        |
| Поражение | 30-7   | Кейн Веласкес          | Технический нокаут (удары)                      | UFC 104                                  | 24 октября 2009  | 2     | 0:58  | Лос-Анджелес, Калифорния, США         |                                                                                        |
| Победа    | 30-6   | Крис Гильен            | Сдача (удары локтями)                           | Adrenaline MMA 2: Miletich vs. Denny     | 11 декабря 2008  | 1     | 3:30  | Молин, Иллинойс, США                  |                                                                                        |
| Поражение | 29-6   | Андрей Орловский       | нокаут (удары)                                  | Affliction: Banned                       | 19 июля 2008     | 3     | 1:13  | Анахайм, Калифорния, США              |                                                                                        |
| Победа    | 29-5   | Рикко Родригес         | Единогласное решение                            | IFL: 2007 Team Championship final        | 20 сентября 2007 | 3     | 4:00  | Холливуд, Флорида, США                |                                                                                        |
| Победа    | 28-5   | Кшиштоф Сошински       | Технический нокаут (удары)                      | IFL: 2007 semifinals                     | 2 августа 2007   | 1     | 0:13  | Ист-Ратерфорд, Нью-Джерси, США        |                                                                                        |
| Победа    | 27-5   | Трэвис Фултон          | Болевой приём (кимура)                          | IFL: Chicago                             | 19 мая 2007      | 2     | 3:11  | Чикаго, Иллинойс, США                 |                                                                                        |
| Победа    | 26-5   | Рой Нельсон            | Раздельное решение                              | IFL: Moline                              | 7 апреля 2007    | 3     | 4:00  | Молин, Иллинойс, США                  |                                                                                        |
| Победа    | 25-5   | Мэтт Томпсон           | Технический нокаут (удары)                      | IFL: Houston                             | 2 февраля 2007   | 2     | 1:47  | Хьюстон, Техас, США                   |                                                                                        |
| Победа    | 24-5   | Девин Коул             | Нокаут (удар ногой в голову)                    | IFL: Championship final                  | 29 декабря 2006  | 1     | 3:16  | Анкасвилл, Коннектикут, США           |                                                                                        |
| Победа    | 23-5   | Войтек Казовски        | Болевой приём (узел руки)                       | IFL: World Championship semifinals       | 2 ноября 2006    | 1     | 3:14  | Портланд, Орегон, США                 |                                                                                        |
| Победа    | 22-5   | Брайан Ветелл          | Нокаут (удары)                                  | IFL: Gracie vs. Miletich                 | 23 сентября 2006 | 1     | 3:17  | Молин (Иллинойс), Иллинойс, США       |                                                                                        |
| Победа    | 21-5   | Кшиштоф Сошински       | Технический нокаут (удары)                      | IFL: Legends Championship 2006           | 29 апреля 2006   | 1     | 3:59  | Атлантик-Сити, Нью-Джерси, США        |                                                                                        |
| Победа    | 20-5   | Дэн Бобиш              | Нокаут (удар коленом)                           | GFC: Team Gracie vs Team Hammer House    | 3 марта 2006     | 1     | 4:20  | Коламбус, Огайо, США                  |                                                                                        |
| Победа    | 19-5   | Джои Смит              | Сдача (удары)                                   | ISCF: Gladiators X                       | 24 февраля 2006  | 1     | N/A   | Милуоки, Висконсин, США               |                                                                                        |
| Победа    | 18-5   | Дон Ричардс            | Технический нокаут (удары)                      | KOTC: Conquest                           | 3 декабря 2005   | 1     | 3:32  | Калгари, Альберта, Канада             |                                                                                        |
| Победа    | 17-5   | Аллан Вейкерт          | Технический нокаут (удары)                      | GFS: Fight Nite in the Flats             | 17 сентября 2005 | 1     | 3:45  | Кливленд, Огайо, США                  |                                                                                        |
| Поражение | 16-5   | Дэн Кристисон          | Болевой приём (кимура)                          | Euphoria: USA vs World                   | 26 февраля 2005  | 3     | 0:57  | Атлантик-Сити, Нью-Джерси, США        |                                                                                        |
| Победа    | 16-4   | Джонатан Визорек       | Технический нокаут (удары)                      | Euphoria: Road to the Titles             | 15 октября 2004  | 1     | 1:09  | Атлантик-Сити, Нью-Джерси, США        |                                                                                        |
| Победа    | 15-4   | Мэтт Бир               | Сдача (удары)                                   | Ultimate Throwdown                       | 16 июля 2004     | 1     | 2:57  | Де-Мойн, Айова, США                   |                                                                                        |
| Поражение | 14-4   | Карлус Баррету         | Нокаут (удар ногой в голову)                    | Heat FC 1: Genesis                       | 31 июля 2003     | 1     | N/A   | Наталь, Риу-Гранди-ду-Норти, Бразилия |                                                                                        |
| Победа    | 14-3   | Ройс Лук               | Технический нокаут (остановка по решению врача) | Freestyle Combat Challenge 11            | 28 июня 2003     | 1     | N/A   | Расин, Висконсин, США                 |                                                                                        |
| Поражение | 13-3   | Ибрагим Магомедов      | технический нокаут (отказ от продолжения боя)   | M-1 MFC: Russia vs. the World 4          | 15 ноября 2002   | 1     | 10:00 | Санкт-Петербург, Россия               | Запланирован один 10-минутный раунд                                                    |
| Победа    | 13-2   | Трэвис Фултон          | Сдача (травма)                                  | Freestyle Combat Challenge 8             | 4 октября 2002   | 1     | 5:00  | Расин, Висконсин, США                 |                                                                                        |
| Победа    | 12-2   | Джонатан Иви           | Технический нокаут (остановка по решению врача) | USMMA 2: Ring of Fury                    | 21 сентября 2002 | 1     | 1:14  | Лоуэлл, Массачусетс, США              | Выиграл титул чемпиона USMMA                                                           |
| Поражение | 11-2   | Майк Вайтхед           | Единогласное решение                            | SB 24: Return of the Heavyweights 2      | 27 апреля 2002   | 2     | 5:00  | Гонолулу, Гавайи, США                 |                                                                                        |
| Победа    | 11-1   | Керри Шолл             | Технический нокаут (травма шеи)                 | SB 24: Return of the Heavyweights 2      | 27 апреля 2002   | 2     | 2:10  | Гонолулу, Гавайи, США                 | Шол упал с ринга                                                                       |
| Победа    | 10-1   | Кертис Кроуфорд        | Удушение (удушение предплечьем)                 | SB 24: Return of the Heavyweights 1      | 26 апреля 2002   | 1     | 1:03  | Гонолулу, Гавайи, США                 |                                                                                        |
| Победа    | 9-1    | Майк Прист             | Submission (рассечение)                         | Freestyle Combat Challenge 7             | 23 марта 2002    | 1     | N/A   | Расин, Висконсин, США                 |                                                                                        |
| Победа    | 8-1    | Майк Рэднов            | Технический нокаут (остановка по решению врача) | Extreme Challenge 46                     | 16 февраля 2002  | 1     | 5:54  | Клайв, Айова, США                     |                                                                                        |
| Победа    | 7-1    | Керри Шолл             | Сдача (травма)                                  | Extreme Challenge 46                     | 16 февраля 2002  | 1     | 7:29  | Клайв, Айова, США                     |                                                                                        |
| Победа    | 6-1    | Майк Мэршаллек         | Технический нокаут (удары)                      | Freestyle Combat Challenge 6             | 5 января 2002    | 1     | 0:38  | Расин, Висконсин, США                 |                                                                                        |
| Победа    | 5-1    | Стив Хутсон            | Удушение (треугольник руками)                   | SC 8: Fight Night                        | 10 ноября 2001   | 1     | 3:35  | Ла-Саль, Иллинойс, США                |                                                                                        |
| Поражение | 4-1    | Тим Сильвия            | Единогласное решение                            | Extreme Challenge 42                     | 24 августа 2001  | 3     | 5:00  | Давенпорт, Айова, США                 |                                                                                        |
| Победа    | 4-0    | Билл Биллингтон        | Сдача (удары коленями)                          | Iowa Challenge 2                         | 11 августа 2001  | 1     | 1:07  | Расин, Висконсин, США                 |                                                                                        |
| Победа    | 3-0    | Даррен Блок            | Нокаут (удары)                                  | Dangerzone: Auburn                       | 28 апреля 2001   | 1     | 0:16  | Оберн, Индиана, США                   |                                                                                        |
| Победа    | 2-0    | Энтони Фергюсон        | Технический нокаут (остановка рефери)           | Dangerzone: Auburn                       | 28 апреля 2001   | 1     | 1:00  | Оберн, Индиана, США                   |                                                                                        |
| Победа    | 1-0    | Роб Шинкл              | Технический нокаут (остановка секундантом)      | Freestyle Combat Challenge 3             | 6 января 2001    | 1     | 0:21  | Расин, Висконсин, США                 |                                                                                        |